# Menacella gracilis
Menacella gracilis är en korallart som beskrevs av Thomson och Simpson 1909. Menacella gracilis ingår i släktet Menacella och familjen Plexauridae. Inga underarter finns listade i Catalogue of Life.